# Antoine-François Momoro
Antoine-François Momoro (Besançon, 13 novembre 1756 – Parigi, 24 marzo 1794) è stato un rivoluzionario, editore e giornalista francese.
Aderì sin dal principio alla Rivoluzione francese e, dopo la giornata del 10 agosto 1792, fu deputato alla Convenzione Nazionale, inviato in Vandea ed esponente dei Montagnardi. Venne ghigliottinato il 24 marzo 1794, assieme a Jacques-René Hébert. Il suo nome è legato al celebre motto «Liberté, Égalité, Fraternité», da lui ideato.

## Biografia

### La giovinezza e lo scoppio della Rivoluzione
Nato nella Franca Contea in una famiglia di origini spagnole, si trasferì molto giovane a Parigi, dove sposò, il 18 gennaio 1786, Marie-Françoise-Joséphine Fournier, e si fece strada come stampatore, stabilendo il proprio domicilio prima al numero 9 de la rue Serpente e poi al 171 di rue de la Harpe. Nel luglio 1789, Camille Desmoulins si rivolse a lui per la pubblicazione del celebre pamphlet antimonarchico La France libre. Tuttavia, Momoro accettò che il saggio venisse divulgato solo previo decreto dell'Assemblea degli Elettori, che lo esentava da ogni responsabilità relativa al contenuto del libretto.
Successivamente, si legò al Club dei Cordiglieri di Danton e dello stesso Desmoulins, divenendone segretario e redigendovi due giornali di breve durata, l'Observateur du Club des Cordeliers et de la section du Théâtre-Français e il Journal du Club des Cordeliers.
Coinvolto nel Massacro del Campo di Marte, che vide la guardia nazionale sparare sulla folla, fu arrestato nella notte tra il 9 e il 10 agosto e tradotto alla Conciergerie. Il 16 agosto fu sottoposto ad un interrogatorio e quattro giorni più tardi la sua stamperia subì una perquisizione. Tornò in libertà il 15 settembre, grazie all'amnistia votata due giorni prima dall'Assemblea Nazionale Costituente.
Dopo la caduta della monarchia, entrò alla Convenzione e venne eletto il 21 agosto 1792 amministratore nel Consiglio provvisorio del dipartimento di Parigi, e successivamente inviato a reclutare volontari, nel Calvados e nell'Eure, per la guerra contro austriaci e prussiani. In ottobre si trovò nuovamente sul banco degli accusati: in quanto presidente della sezione del Théâtre-Français, quella dei Cordiglieri, dovette dare spiegazioni di un decreto votato dalla stessa sezione, in cui questa si schierava a favore dell'elezione del sindaco per via nominale, in contrasto con il procedimento ufficiale, che era a scrutinio segreto. Fu assolto.

### La missione in Vandea

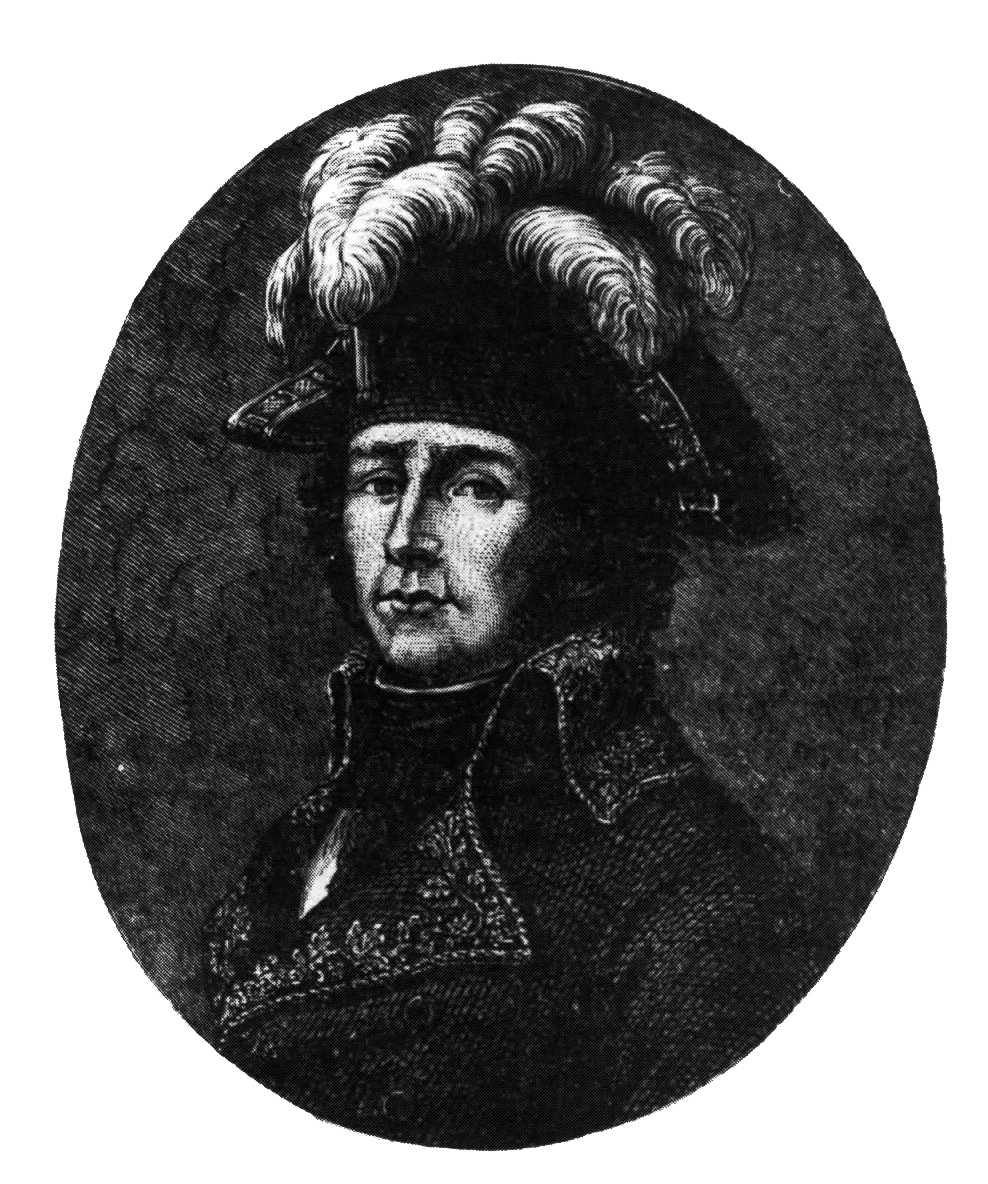
Jean-Antoine Rossignol

Durante le elezioni degli amministratori all'Assemblea degli Elettori, a fine anno, venne accusato di essere indegno della fiducia del popolo ma, in seguito ad un vivace confronto, riconosciuto come sincero patriota ed eletto membro del Direttorio. In tale veste, però, subì presto un altro attacco. Charles Goret, agente della Commission des subsistances et approvisionnements (Commissione per le sussistenze e gli approvvigionamenti), affermò che Momoro si era reso colpevole di concussione. L'episodio non ebbe seguito, e Momoro venne inviato in Vandea come commissario del Consiglio esecutivo.
Dopo la sconfitta di Vihiers (18 luglio) lamentò la condotta dei generali, e il 28 luglio firmò, assieme a Ronsin e Rossignol, una missiva indirizzata al Comitato di salute pubblica in cui annunciava le misure prese a Saumur, città posta in stato di assedio dal Consiglio di guerra, che Ronsin aveva riunito e del quale lui stesso era entrato a far parte. Il primo agosto, Momoro inviò a Vincent, segretario generale del dipartimento della guerra, una lettera in cui tacciava il generale Westermann di corruzione, accusandolo di essere giunto in Vandea per favorire i ribelli.
Quando anche Saumur capitolò, perse tutte le proprie ricchezze, richiedendo un'indennità che gli fu accordata. Alla metà di agosto, l'aiutante generale Rossignol venne arrestato e, in una missiva privata, volle ringraziare Momoro per l'impegno patriottico che aveva profuso nella campagna militare. Questi si dissociò dalla misura giudiziaria voluta da Bourdon de l'Oise e Goupilleau; quando, il 29 agosto, Rossignol fu reintegrato, Momoro stilò un rapporto in suo favore, per denunciare i torti che l'amico aveva subito. Poche settimane più tardi, Momoro rientrò a Parigi.

### Il ritorno a Parigi
Nella capitale fece conoscere gli eventi di cui era stato testimone, prima in una seduta del Club dei Giacobini (9 ottobre), poi con un rapporto indirizzato al Consiglio esecutivo (13 ottobre), rapporto in cui attribuiva la responsabilità delle sconfitte del 18 e 19 settembre - a Coron e Torfou, rispettivamente - ad una organizzazione deficitaria ed al fraintendimento di Chalbos nell'interpretare gli ordini di Rossignol.
Durante la missione vandeana, era stato accompagnato dalla moglie Josephine Fournier, che pare conducesse a Parigi una vita dispendiosa, e arrivò a impersonare, nelle cerimonie del culto della Ragione, cui il marito aveva aderito, la dea della Libertà. Lo stile di vita della moglie destò perplessità, in quanto Momoro ricevette, nella sua sezione, l'accusa di aver fatto due volte bancarotta.

Jacques-René Hébert

Prese sempre più attivamente parte alle sedute dei Giacobini e dei Cordiglieri, schierandosi con questi ultimi ma riconoscendo l'importanza di un'alleanza tra i due club. Per questo, l'8 piovoso (27 gennaio) del 1794, domandò senza successo ad Hébert e Legendre di riconciliarsi dopo un vivace scontro tra il leader di una delle fazioni più radicali della Rivoluzione, che mirava ad un inasprimento delle misure terroristiche, e uno degli amici di Danton, schieratosi a favore della clemenza. Nel mese di ventoso difese la Dichiarazione dei diritti dell'uomo, chiamando tutti i sostenitori della libertà a difendere i valori fondamentali della Repubblica.
Negli ultimi mesi di vita andò radicalizzando le proprie posizioni. Alle Assemblee generali della sezione di Marat, da lui presieduta, non tollerava obiezioni, minacciando di condurre dinanzi al Tribunale rivoluzionario chiunque si opponesse a una sua proposta o manifestasse qualche dissenso. Divenuto un acceso hébertista, il 15 ventoso diede prova della sua adesione all'estrema sinistra rimproverando severamente il cittadino Guespereau, che aveva cercato di distogliere l'attenzione dalla mozione presentata dall'hébertista Ducroquet, la quale mirava a pianificare un'insurrezione.
Momoro venne arrestato nella notte tra il 13 e il 14 marzo 1794 assieme a Hébert, Vincent e Ronsin, e ghigliottinato con loro dieci giorni più tardi.